# Grammy-díj a legjobb dance/elektronikus felvételért
A Grammy-díj a legjobb dance/elektronikus felvételért (korábbi nevén Legjobb dance felvétel) egy díj, melyet az 1958-ban alapított Grammy-díjkiosztón adnak át a tánczene és az elektronika műfajában megjelent minőségi felvételek előadóinak.
A legjobb dance felvételnek járó díjat először Donna Summer és Giorgio Moroder kapta 1998-ban a Carry On című dalért. 2003-ban az Akadémia a kategóriát a Pop mezőből egy új Dance mezőbe helyezte át, amely jelenleg a Legjobb dance/elektronikus album kategóriát is tartalmazza. Az Akadémia tájékoztatása szerint a díjat szóló, duó, csoportos vagy közös (énekes vagy hangszeres) produkcióknak ítélik oda, és csak kislemezekre vagy zeneszámokra korlátozódik.
A díjat a előadó, a producer és a hangkeverő kapja. A hangmérnök és a dalszerző pályázhat a nyerteseknek járó oklevélre.

## Díjazottak és jelöltek

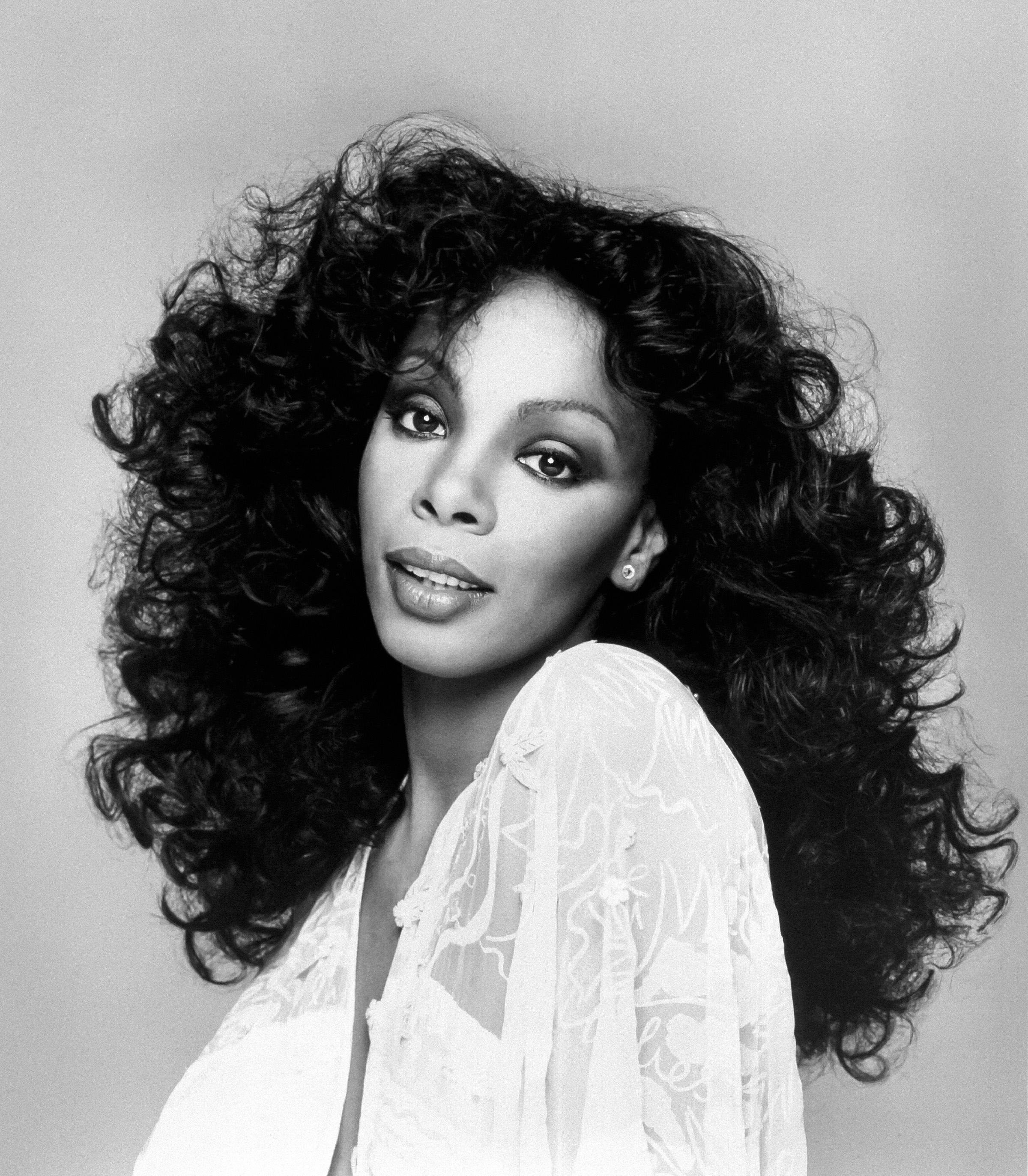
Donna Summer volt az első díjazott 1998-ban Giorgio Moroder mellett.

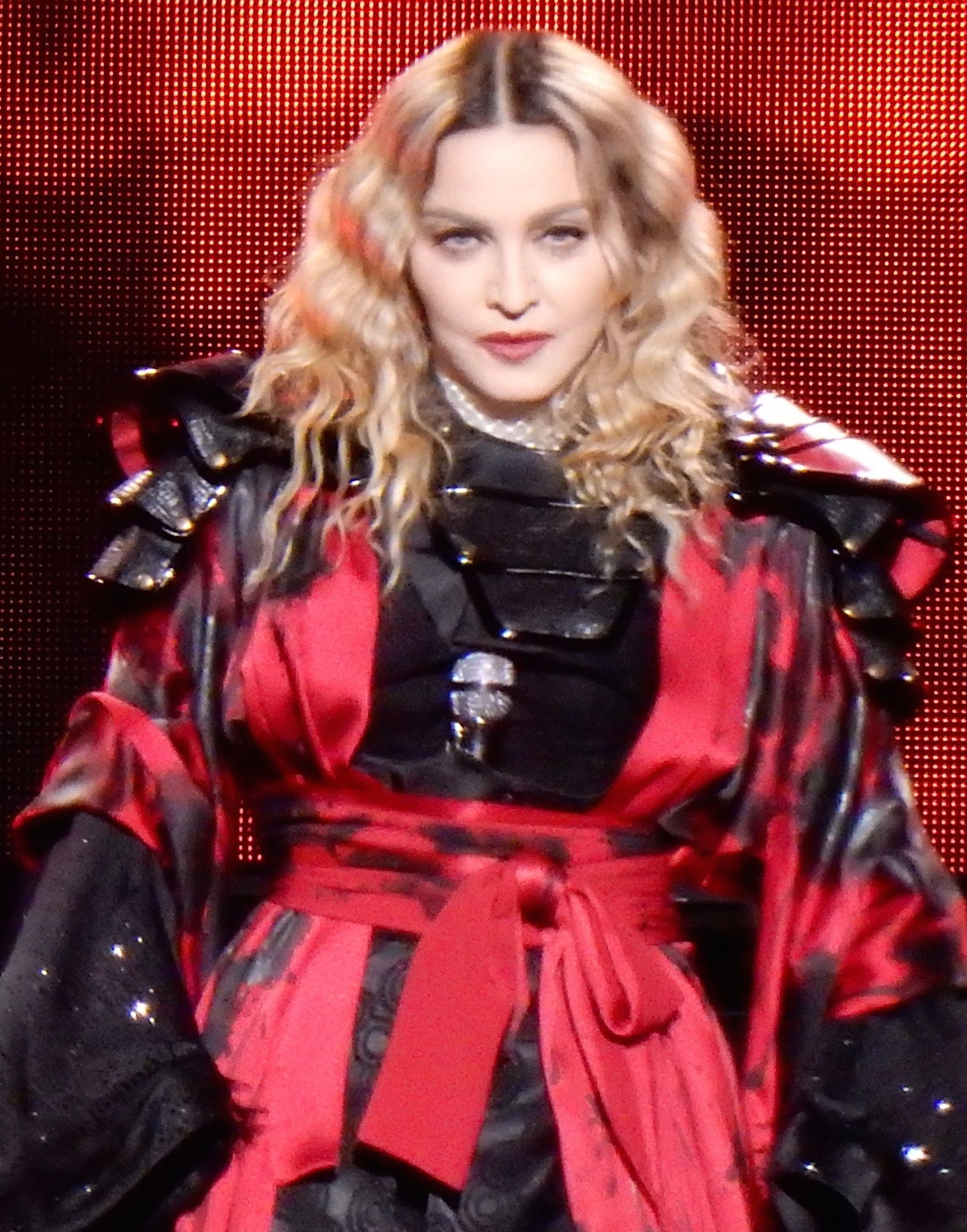
Az 1999-es díjazott, Madonna.

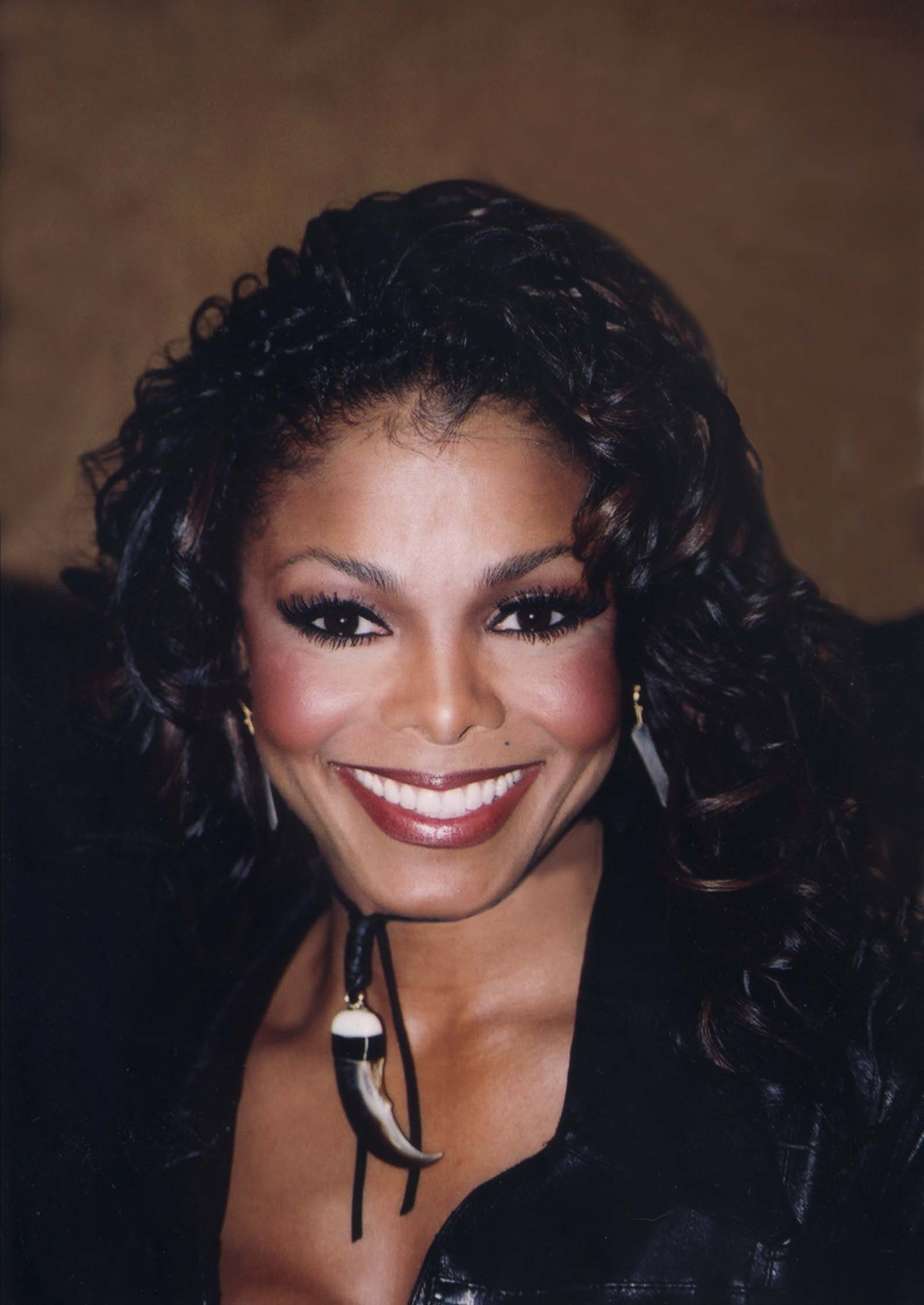
A 2002-es díjazott, Janet Jackson

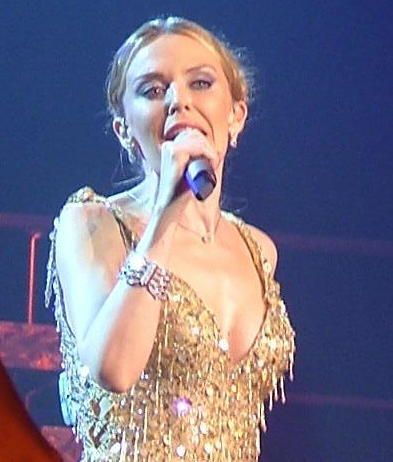
A 2004-es győztes és háromszoros jelölt Kylie Minogue

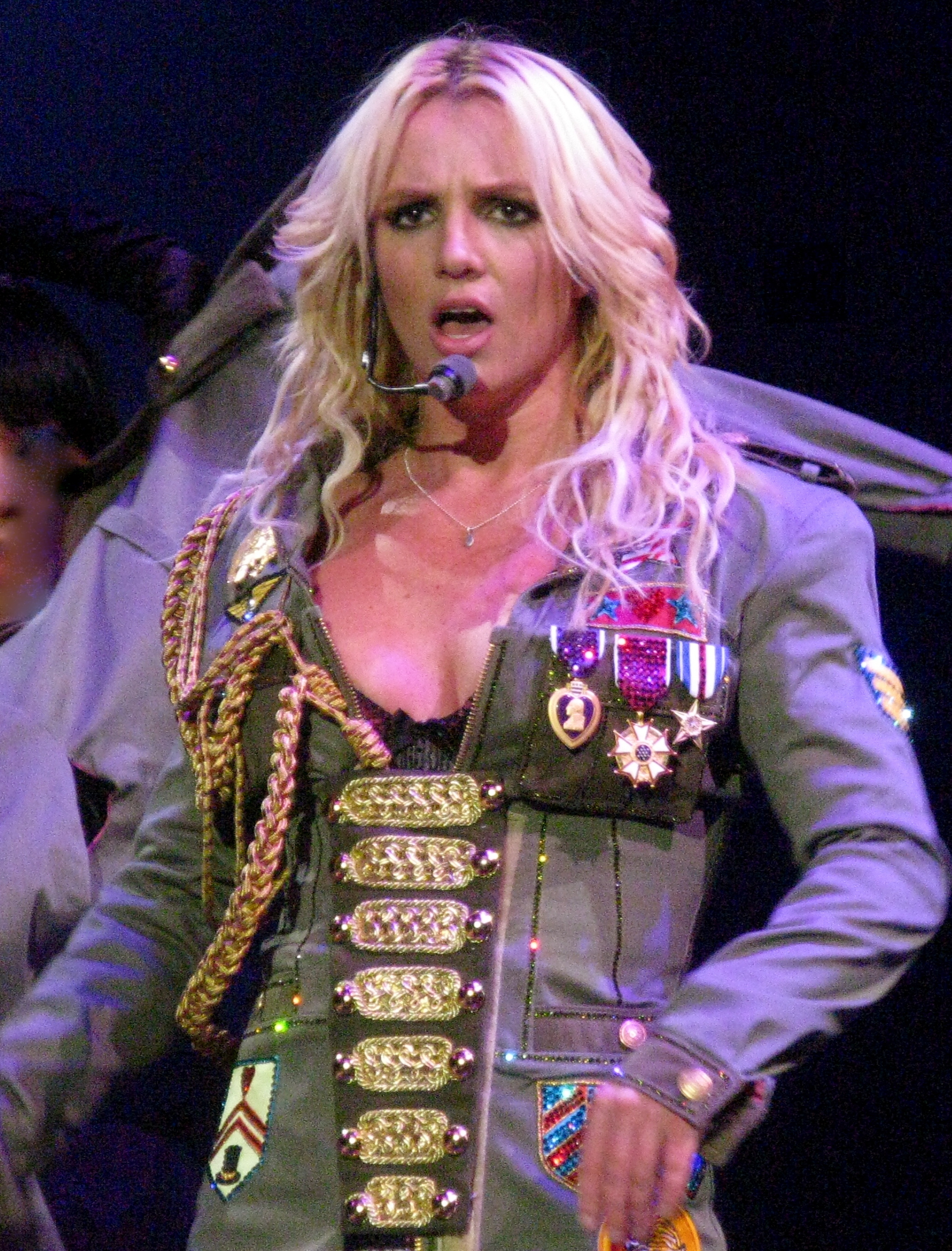
A 2005-ös díjazott és 2010-es jelölt Britney Spears

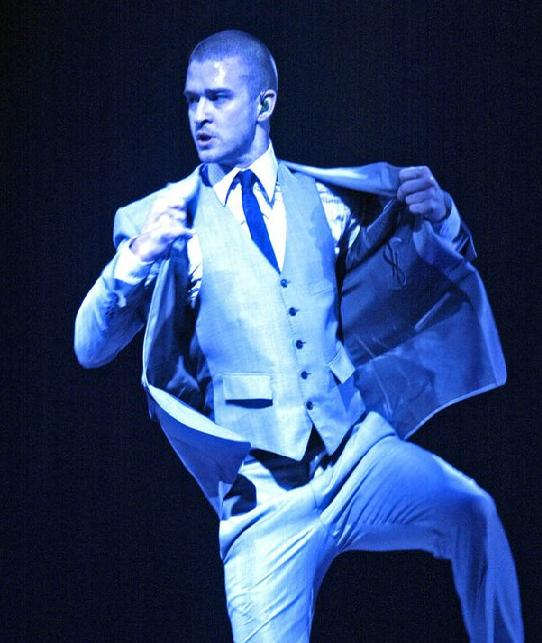
A kétszeres díjazott, Justin Timberlake

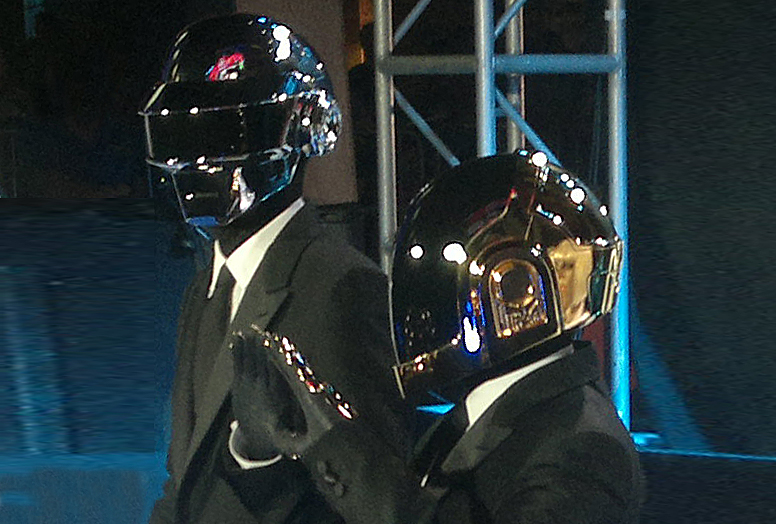
A 2009-es díjazott Daft Punk

A 2010-es díjazott és háromszoros jelölt, Lady Gaga

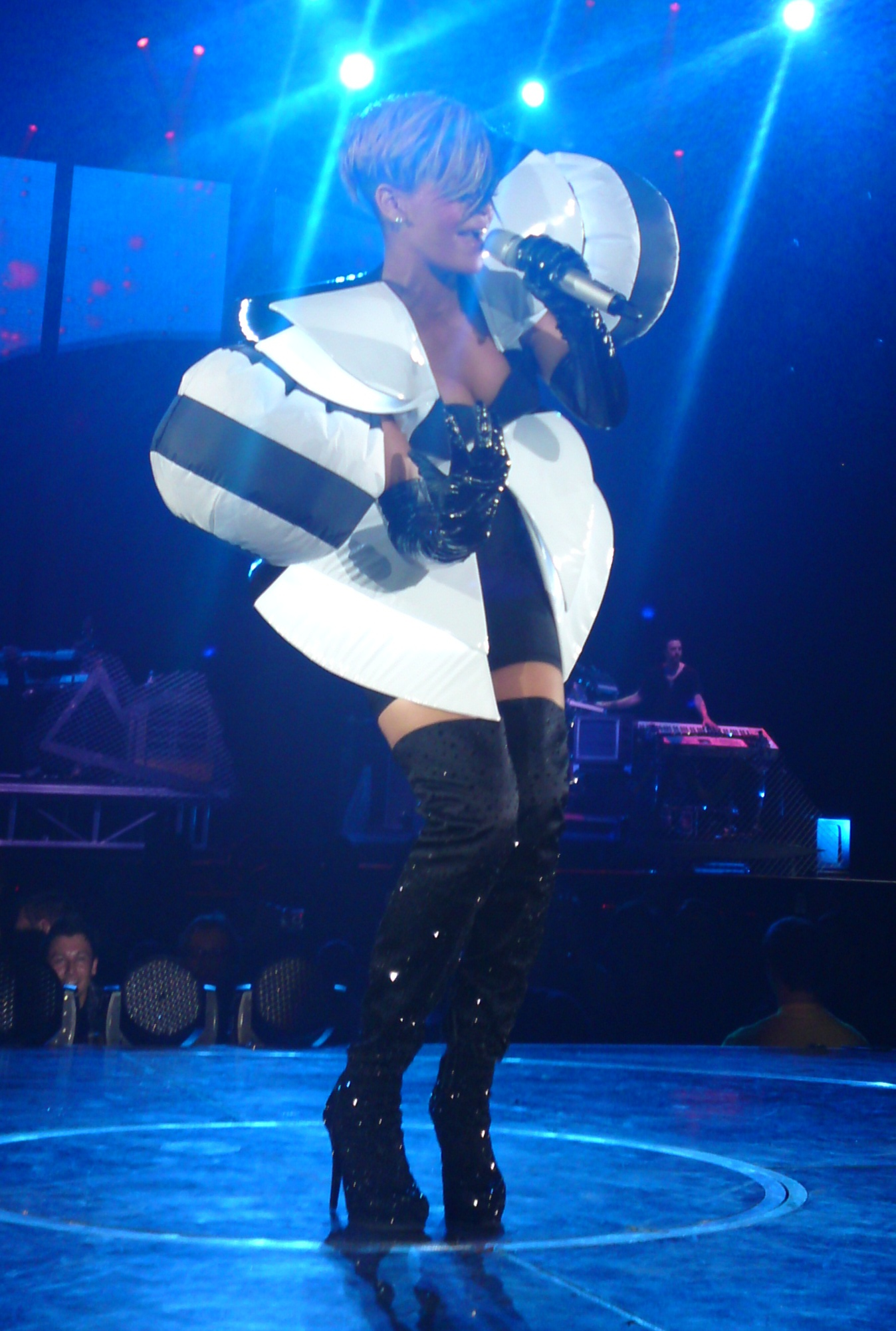
A 2011-es díjazott, Rihanna

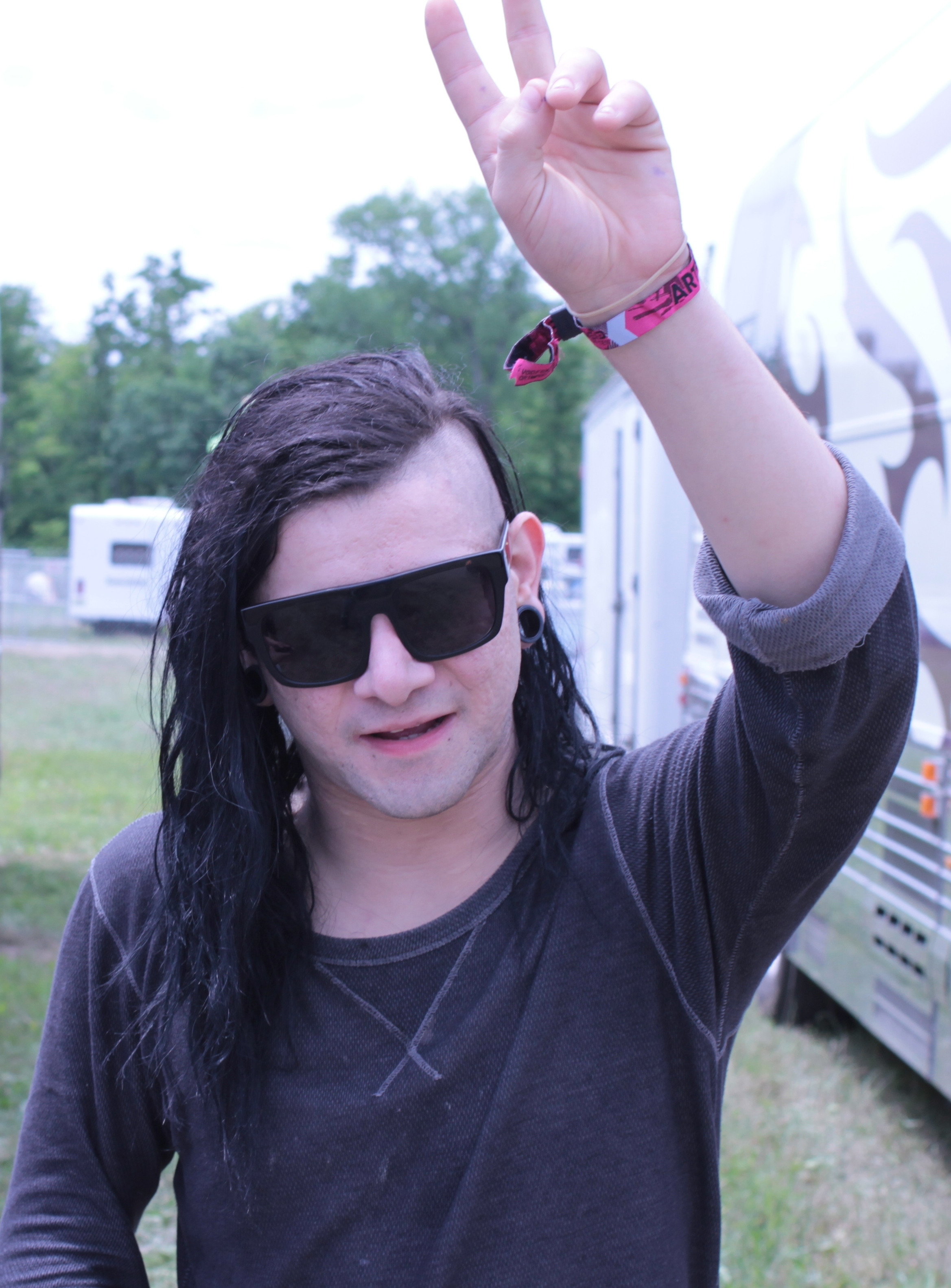
Háromszoros díjazott, Skrillex

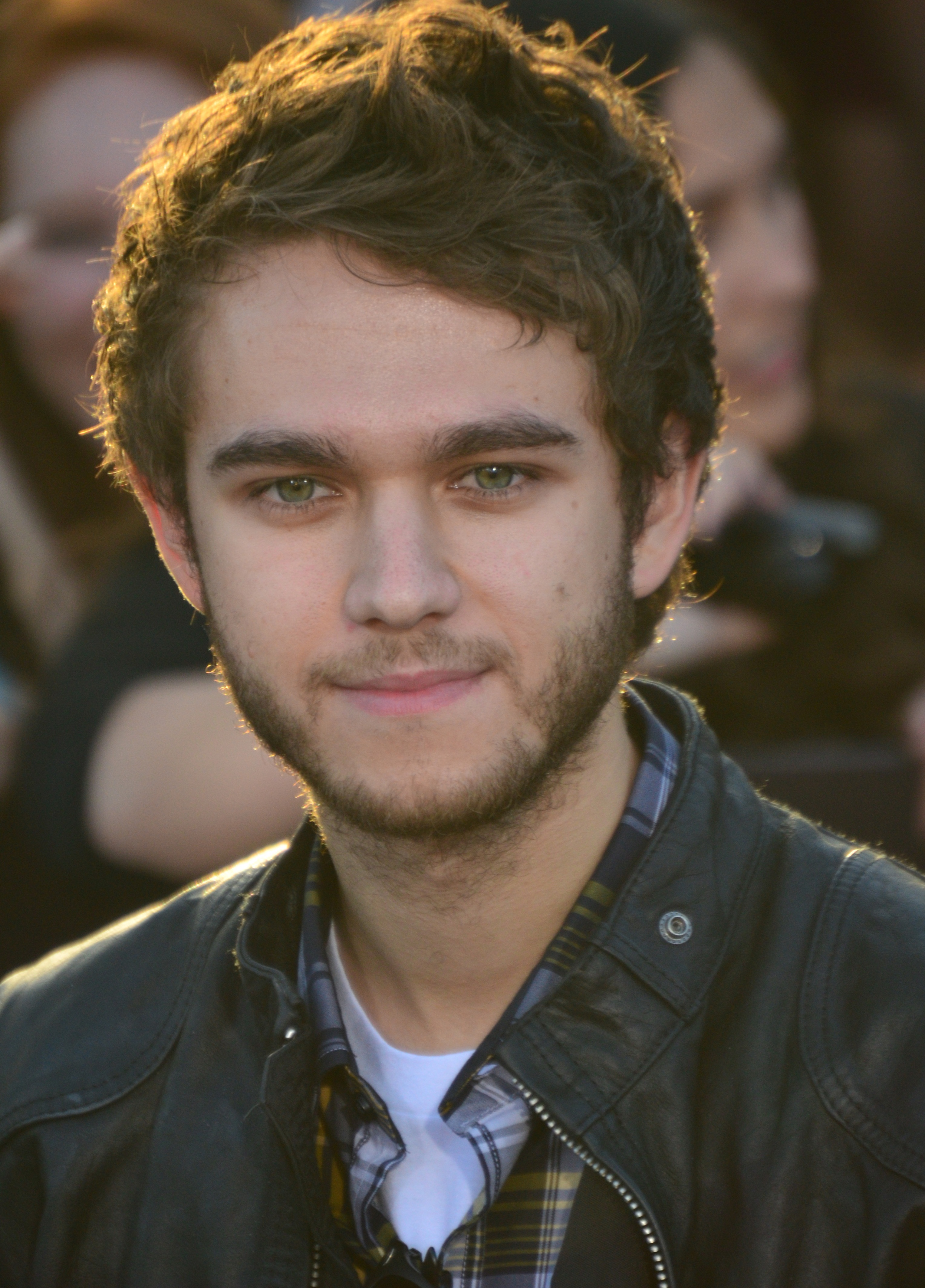
2014-es díjazott, Zedd

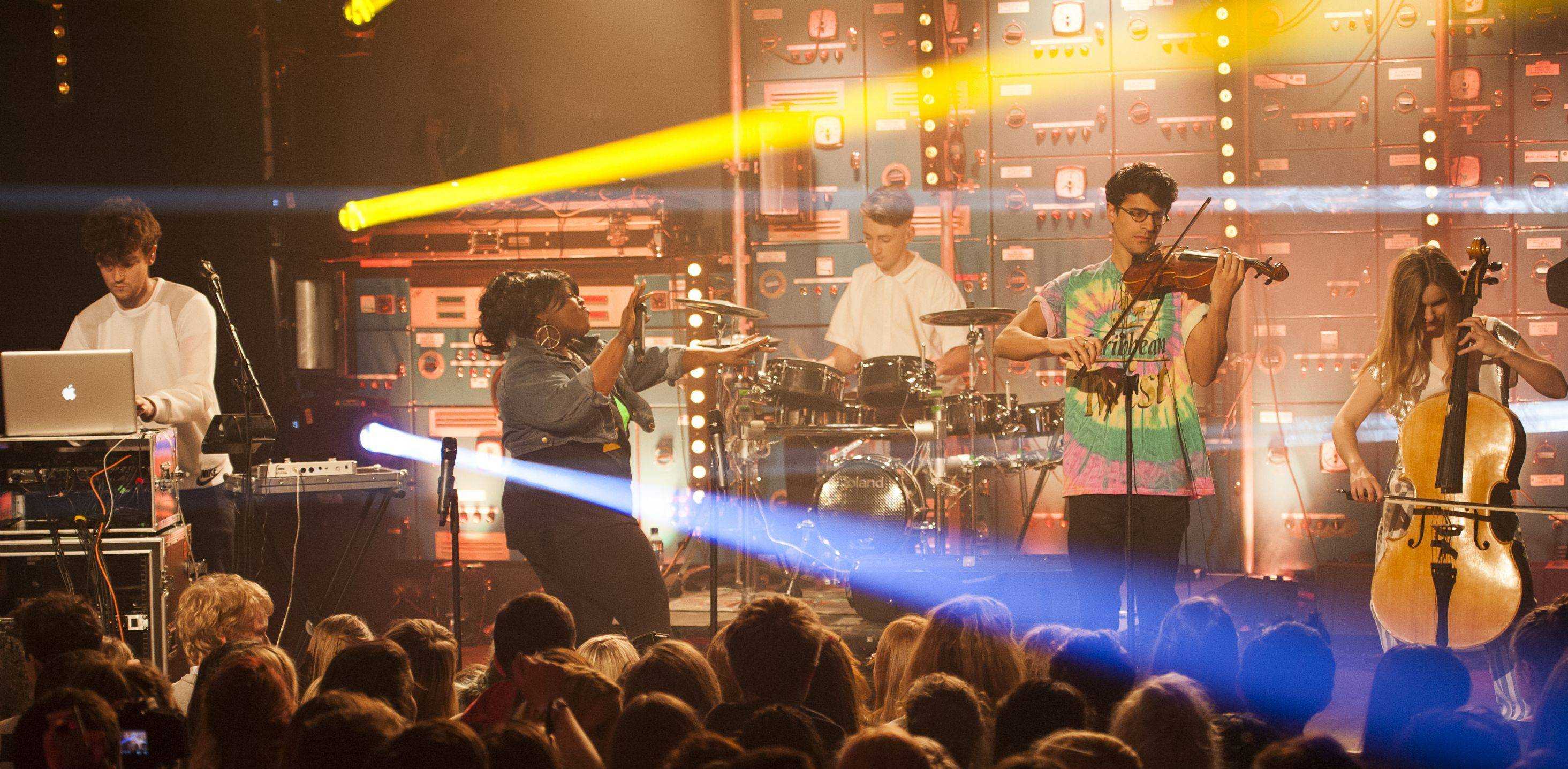
2015-ös díjazott, Clean Bandit

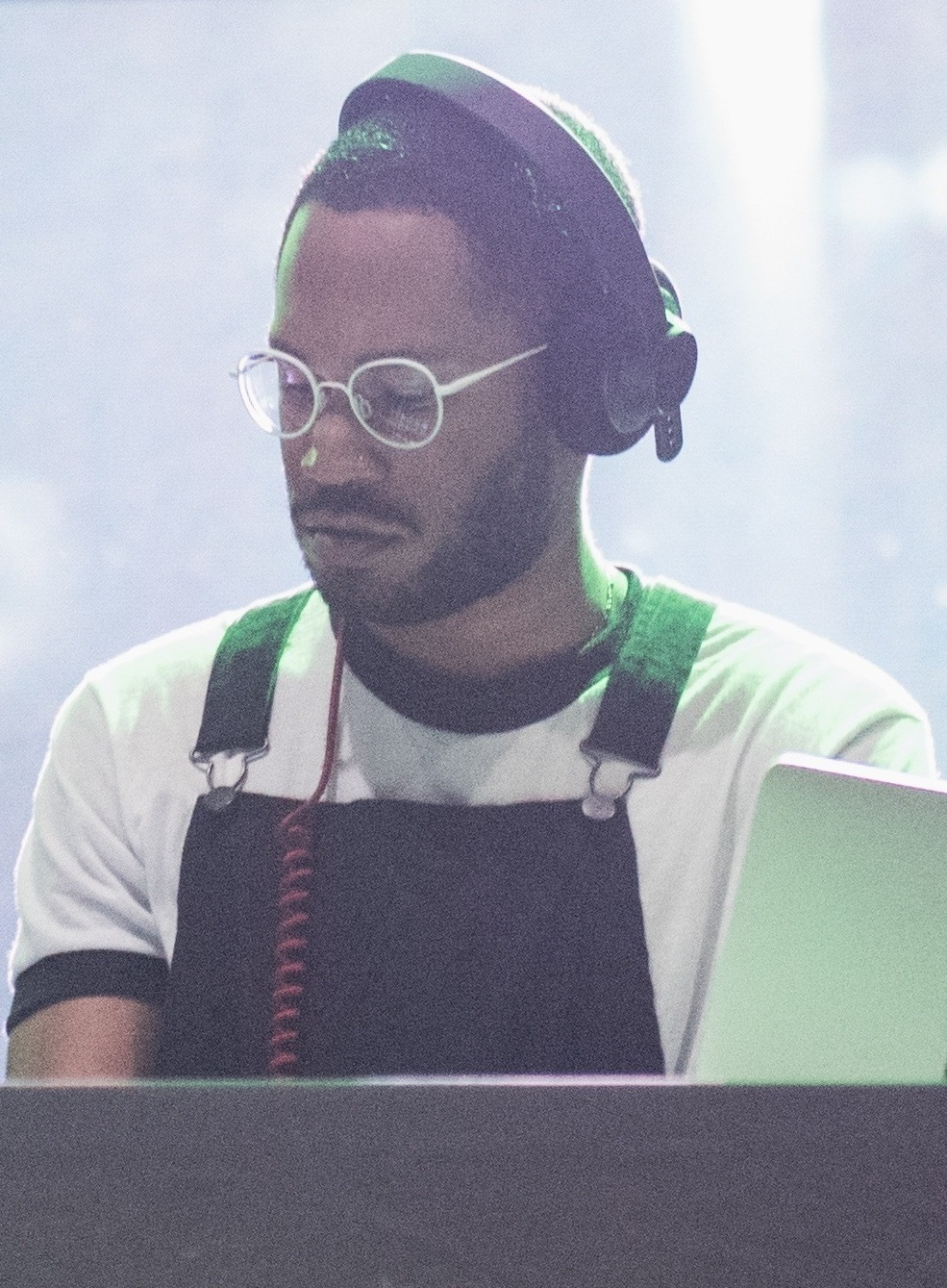
2021-es díjazott, Kaytranada

| Év   | Díjazott(ak) | Alkotás                                       | Jelöltek | For.   |
| ---- | --- | --------------------------------------------- | --- | ------ |
| 1998 | Donna Summer és Giorgio Moroder Giorgio Moroder, producer                                                                                             | Carry On                                      | - Quad City DJ's – Space Jam (Thrill Da Playa és Jay McGowan, producerek)                                                                           | [ 4 ]  |
| 1999 | Madonna Madonna és William Orbit, producerek Pat McCarthy, hangkeverő                                                                                 | Ray of Light                                  | - Cyndi Lauper – Disco Inferno (Cyndi Lauper és Soul Solution, producerek; Soul Solution, hangkeverő)                                               | [ 5 ]  |
| 2000 | Cher Brian Rawling és Mark Taylor, producerek Mark Taylor, hangkeverő                                                                                 | Believe                                       | - Donna Summer – I Will Go with You (Con te partirò) (Hex Hector és Mac Quayle, producerek és hangkeverők)                                          | [ 6 ]  |
| 2001 | Baha Men | Who Let the Dogs Out?                         | - Moby – Natural Blues | [ 7 ]  |
| 2002 | Janet Jackson Janet Jackson, Jimmy Jam és Terry Lewis, producerek Steve Hodge, hangkeverő                                                             | All for You                                   | - Lionel Richie – Angel (Brian Rawling és Mark Taylor, producerek; Mark Taylor, hangkeverő)                                                         | [ 8 ]  |
| 2003 | Dirty Vegas Ben Harris, Paul Harris és Steve Smith, producerek                                                                                        | Days Go By                                    | - No Doubt – Hella Good (Nellee Hooper és No Doubt, producerek; Mark Stent, hangkeverő)                                                             | [ 9 ]  |
| 2004 | Kylie Minogue Rob Davis és Cathy Dennis, producerek Rob Davis, Cathy Dennis, Bruce Elliott-Smith és Phil Larsen, hangkeverők                          | Come into My World                            | - Télépopmusik – Breathe (Fabrice Dumont, Stephan Haeri és Christophe Hetier, producerek; Stephan Haeri, hangkeverő)                                | [ 10 ] |
| 2005 | Britney Spears Bloodshy and Avant, producerek Niklas Flyckt, hangkeverő                                                                               | Toxic                                         | - The Chemical Brothers – Get Yourself High (The Chemical Brothers, producerek és hangkeverők)                                                      | [ 11 ] |
| 2006 | The Chemical Brothers és Q-Tip The Chemical Brothers, producer Steve Dub és The Chemical Brothers, hangkeverők                                        | Galvanize                                     | - New Order – Guilt Is a Useless Emotion (Jacques Lu Cont és New Order, producerek és hangkeverők)                                                  | [ 12 ] |
| 2007 | Justin Timberlake, Timbaland közreműködésével Nate (Danja) Hills, Timbaland és Justin Timberlake, producerek Jimmy Douglass, hangkeverő               | SexyBack                                      | - Pet Shop Boys – I’m with Stupid (Trevor Horn, producer; Robert Orton, hangkeverő)                                                                 | [ 2 ]  |
| 2008 | Justin Timberlake Nate (Danja) Hills, Tim Mosley és Justin Timberlake, producerek Jimmy Douglass és Tim Mosley, hangkeverők                           | LoveStoned/I Think She Knows                  | - The Chemical Brothers – Do It Again (Tom Rowlands és Ed Simons, producerek és hangkeverők)                                                        | [ 13 ] |
| 2009 | Daft Punk Guy-Manuel De Homem-Christo és Thomas Bangalter, producerek és hangkeverők                                                                  | Harder, Better, Faster, Stronger (Alive 2007) | - Sam Sparro – Black és Gold (Jesse Rogg és Sam Sparro, producerek; Jeremy Wheatley, hangkeverő)                                                    | [ 14 ] |
| 2010 | Lady Gaga RedOne, producer Robert Orton, RedOne és Dave Russell, hangkeverők                                                                          | Poker Face                                    | - The Black Eyed Peas – Boom Boom Pow (Will Adams, Jean Baptiste és Poet Name Life, producerek; Dylan Dresdow, hangkeverő)                          | [ 15 ] |
| 2011 | Rihanna Kuk Harrell, Stargate és Sandy Vee, producerek Philip Tan és Sandy Vee hangkeverők                                                            | Only Girl (In the World)                      | - Robyn – Dancing on My Own (Patrik Berger és Robyn, producerek; Niklas Flyckt, hangkeverő)                                                         | [ 16 ] |
| 2012 | Skrillex Skrillex, producer és hangkeverő | Scary Monsters & Nice Sprites                 | - Swedish House Mafia – Save the World (Steve Angello, Axel Hedfors és Sebastian Ingrosso, producerek és hangkeverők)                               | [ 17 ] |
| 2013 | Skrillex és Sirah Skrillex, producer és hangkeverő | Bangarang                                     | - Al Walser – I Can’t Live Without You (Al Walser, producer és hangkeverő)                                                                          | [ 18 ] |
| 2014 | Zedd, Foxes közreműködésével Zedd, producer és hangkeverő                                                                                             | Clarity                                       | - Armin van Buuren, Trevor Guthrie közreműködésével – This Is What It Feels Like (Benno de Goeij és Armin Van Buuren, producerek és hangkeverők)    | [ 19 ] |
| 2015 | Clean Bandit, Jess Glynne közreműködésével Grace Chatto és Jack Patterson, producerek Wez Clarke és Jack Patterson, hangkeverők                       | Rather Be                                     | - Zhu – Faded (Zhu, producer és hangkeverő) | [ 20 ] |
| 2016 | Jack Ü (Skrillex és Diplo) with Justin Bieber Sonny Moore és Thomas Pentz, producerek és hangkeverők                                                  | Where Are Ü Now                               | - Galantis – Runaway (U & I) (Linus Eklöw, Christian Karlsson & Svidden, producerek; Linus Eklöw, Niklas Flyckt és Christian Karlsson, hangkeverők) | [ 21 ] |
| 2017 | The Chainsmokers, Daya közreműködésével The Chainsmokers, producerek Jordan DJ Swivel Young, hangkeverő                                               | Don’t Let Me Down                             | - Sofi Tukker – Drinkee (Sofi Tukker, producerek; Bryan Wilson, hangkeverő)                                                                         | [ 22 ] |
| 2018 | LCD Soundsystem James Murphy, producer és hangkeverő                                                                                                  | Tonite                                        | - Odesza, WYNNE és Mansionair közreműködésével – Line of Sight (Clayton Knight és Harrison Mills, producerek; Eric J Dubowsky, hangkeverő)          | [ 23 ] |
| 2019 | Silk City és Dua Lipa, Diplo és Mark Ronson közreműködésével Jarami, Alex Metric, Ritton és Silk City, producerek Josh Gudwin, hangkeverő             | Electricity                                   | - Virtual Self – Ghost Voices (Porter Robinson, producer és hangkeverő)                                                                             | [ 24 ] |
| 2020 | The Chemical Brothers The Chemical Brothers, producerek Steve Dub Jones és Tom Rowlands, hangkeverők                                                  | Got to Keep On                                | - Skrillex és Boys Noize, Ty Dolla $ign közreműködésével – Midnight Hour (Boys Noize és Skrillex, producerek; Tom Norris és Skrillex, hangkeverők)  | [ 25 ] |
| 2021 | Kaytranada, Kali Uchis közreműködésével Kaytranada, producer Neal H Pogue, hangkeverő                                                                 | 10%                                           | - Jayda G – Both of Us (Fred Again.. és Jayda G, producerek; Fred Again.. és Jayda G, hangkeverők)                                                  | [ 26 ] |
| 2022 | Rüfüs du Sol Jason Evigan, producer Cassian, hangkeverő                                                                                               | Alive                                         | - Tiësto – The Business (Hightower, Julia Karlsson és Tiësto, producerek; Tiësto, hangkeverő)                                                       | [ 27 ] |
| 2023 | Beyoncé (Beyoncé, Terius Gesteelde-Diamant, Jens Christian Isaksen és Christopher Stewart, producerek; Stuart White, hangkeverő)                      | Break My Soul                                 | - Rüfüs du Sol – On My Knees (Jason Evigan és Rüfüs du Sol, producerek; Cassian Stewart-Kasimba, hangkeverő)                                        | [ 28 ] |
| 2024 | Skrillex, Fred Again és Flowdan (BEAM, Elley Duhé, Fred Again és Skrillex, producerek; Skrillex, hangkeverő)                                          | Rumble                                        | - Romy és Fred Again – Strong (Fred Again, Stuart Price és Romy, producerek; Fred Again és Stuart Price, keverők)                                   | [ 29 ] |
| 2025 | Justice és Tame Impala (Gaspard Augé és Xavier De Rosnay producerek; Gaspard Augé, Xavier De Rosnay, Damien Quintard és Vincent Taurelle hangkeverők) | Neverender                                    | - Kaytranada és Childish Gambino – Witchy | [ 30 ] |